# Magnifico
Robert Pešut, mer känd under sitt artistnamn Magnifico, född 1 december 1965 i Ljubljana, är en slovensk sångare.
Hans karriär började med gruppen U'redu som släppte sitt debutalbum 1992. Han lämnade senare gruppen och påbörjade en framgångsrik solokarriär.
Han komponerade låten "Samo ljubezen" som var Sloveniens bidrag i Eurovision Song Contest 2002 i Tallinn i Estland.

## Diskografi

### Album
- 1994 - Od srca do srca
- 1996 - Kdo je čefur
- 1997 - Stereotip
- 1998 - Sexy boy
- 2001 - Magnifico komplet
- 2005 - Export import
- 2007 - Grande Finale
- 2008 - Srečno
- 2010 - Magnification